# Écozone maritime de l'Atlantique

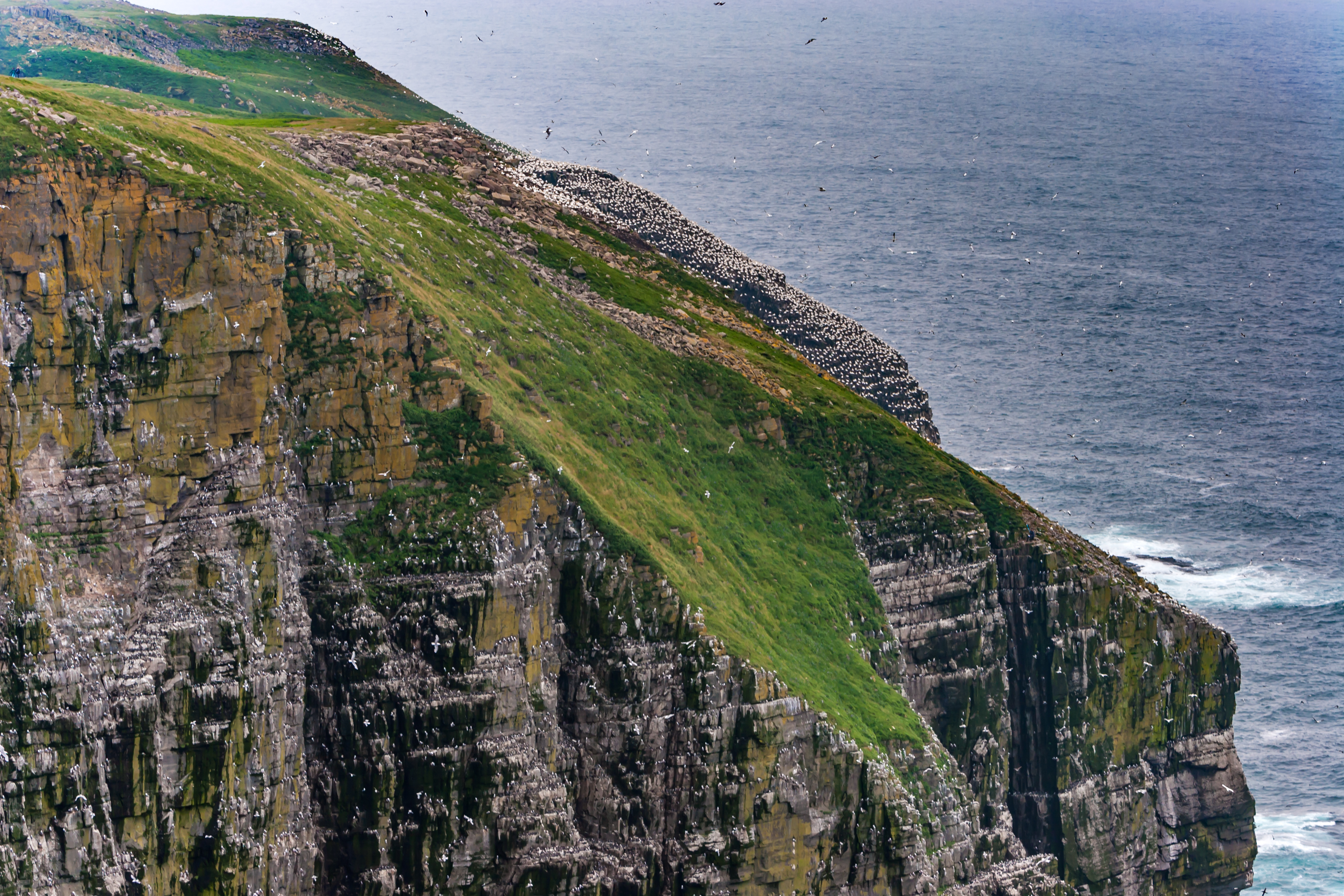
Fous de Bassan nichant sur un promontoire au sud-est du cap St. Mary's, Terre-Neuve

L'Écozone maritime Atlantique, telle que définie par la Commission de coopération environnementale (CCE), est une écozone marine canadienne qui s'étend depuis le Détroit de Davis pour englober les Grands bancs, à la Péninsule d'Avalon, sur les côtes de Terre-Neuve. Il comprend l'ensemble de la côte sud de Terre-Neuve, toute la côte orientale de la Nouvelle-Écosse, et des parties de la Baie de Fundy et le Golfe du Maine.
Les eaux de cette zone ont été surexploités, et en 1992, le Gouvernement du Canada a interdit la pêche à la morue, mais il n'y a pas de restrictions sur d'autres espèces. Les fruits de mer, y compris le homard, la crevette et le crabe, sont devenus une part croissante de l'industrie de la pêche, qui a été en déclin. Depuis la fin des années 1990, le gisement Hibernia est devenu une ressource économique importante pour Terre-Neuve-et-Labrador, et la gisement de la Terra Nova  est de plus en plus important pour la Nouvelle-Écosse. La recherche de gisement de pétrole et de gaz est menée sur le Plateau néo-Écossais.

## Géographie
La plupart des eaux dans cette zone sont à des milliers de mètres de profondeur, à l'exception des Grands Bancs, qui sont en moyenne d'environ 150 mètres avant le fond de la mer chute brutalement au-delà du plateau continental.
Un brouillard exceptionnellement dense est commun où le courant froid du Labrador se confond avec la chaleur du Gulf Stream. À la fin de l'hiver, les épais icebergs traversent les régions du nord de cette écozone, du Groenland et Terre-Neuve. Ils ont été redoutés par les marins depuis des siècles, également parce qu'étant responsable de l'une des catastrophes les plus meurtrières de l'histoire maritime, le naufrage du RMS Titanic. Ce qui a entraîné dans la zone le surnom de "Allée des Iceberg". L'amplitude des marées dans toute la zone est modérée, généralement de quelques mètres. L'exception est la Baie de Fundy, dont les célèbres marées peuvent atteindre 15 mètres de haut.
Les températures de surface de l'eau en août peut atteindre 10 °C dans le nord, et jusqu'à 23 °C dans le sud.
Au printemps, le phytoplancton de la biomasse augmente de façon significative, devenant une source riche de nourriture à l'intérieur de l'écozone.